# Västra Skrävlinge församling
Västra Skrävlinge församling var en församling i Malmö Norra kontrakt i Lunds stift. Församlingen låg i Malmö kommun i Skåne län och utgjorde ett eget pastorat. Församlingen uppgick 2014 i Fosie församling med en mindre del till Husie församling.
Församlingen omfattade främst stadsdelen Rosengård. Av församlingens invånare var 16% kyrkotillhöriga, vilket var den lägsta procentsatsen i Sverige.

## Administrativ historik
Församlingen har medeltida ursprung. 1949 utbröts en del av den då nybildade Möllevångens församling. 1969 utbröts Sofielunds församling.
Församlingen var till 1 maj 1920 i pastorat med Husie församling, före 1609 som moderförsamling, därefter som annexförsamling. Från 1 maj 1920 till 2014 utgjorde församlingen ett eget pastorat. Församlingen uppgick 2014 i Fosie församling med en mindre del till Husie församling.

## Organister
| Verksam | Namn                 | Levnadstid | Övrigt |
| ------- | -------------------- | ---------- | ------ |
| 1950–   | David Oskar Hallberg | 1912–      | [ 4 ]  |

## Kyrkor
- Västra Skrävlinge kyrka
- Rosengårds kyrka

Det 1928 uppförda Västra Skrävlinge församlingshus vid Nobelvägen blev 1949 kyrka åt Möllevångens församling, efter ombyggnad 1963 under namnet Sankta Maria kyrka. 